# Artur Sługocki
Artur Sługocki (ur. 1 maja 1999) – polski siatkarz, grający na pozycji przyjmującego.

## Sukcesy klubowe
Ogólnopolska Olimpiada Młodzieży:
- 2014

Mistrzostwo I ligi:
- 2023[4]

## Sukcesy reprezentacyjne
Międzynarodowy Turniej EEVZA Kadetów:
- 2015, 2016